# Atene
Atene (starogrško Ἀθῆναι, Athēnai, grško Αθήνα, Athīna) so grško glavno mesto, ki leži na polotoku Atika na jugovzhodnem delu celinske Grčije. Leta 2011 je imelo mesto 655.780 prebivalcev. Mesto je znano predvsem po številnih zgradbah in drugih ostankih antične Grčije, ko so bile Atene močan polis in središče umetnosti, učenosti ter filozofije. Atene prevladujejo na območju Atike in spadajo med najstarejša mesta na svetu, saj zgodovinski zapisi o njem segajo okoli 3400 let v preteklost, najstarejši dokazani znaki človeške prisotnosti pa so iz 11. do 7. tisočletja pred našim štetjem.  Antične Atene so sčasoma postale močna mestna država skupaj z razvojem pristanišča v sosednjem Pireju. Postale so središče umetnosti, učenja in filozofije, dom Platonovi akademiji in Aristotelovemu liceju in splošno priznane kot zibelka zahodne civilizacije in rojstni kraj demokracije, predvsem zaradi svojega vpliva na ostanek tedaj znane Evrope v 5. in 6. stoletju pred našim štetjem. Atene so danes svetovljanska metropola in središče gospodarskega, finančnega, industrijskega, političnega in kulturnega življenja Grčije. Leta 2012 so bile Atene 39. najpremožnejše mesto po kupni moči svojih prebivalcev in po raziskavi UBS na 77. mestu med najdražjimi mesti na svetu.
Atene so znane kot svetovno pomembno središče zaradi svoje geostrateške lege in pomena na področju financ, trgovine, medijev, umetnosti, mednarodnih poslov, kulture, izobraževanja in turizma. Mesto spada med največja gospodarska središča jugovzhodne Evrope, saj ima obsežen finančni sektor in največje potniško pristanišče (Pirej) v Evropi,  tretje največje na svetu. Leta 2011 je imelo mesto 664.046 prebivalcev (leta 2004 pa 796.442) na svojem upravnem območju velikosti 39 km². Metropolitansko območje Aten (širše Atene in širši Pirej) je imelo leta 2012 3.074.160 prebivalcev  na območju 412 km².Po podatkih Eurostata iz 2004 spada širše mestno območje Aten (Larger Urban Zone - LUZ) na 7. mesto med LUZ Evropske unije in s 4.013.368 prebivalci na 5. mesto med glavnimi mesti EU. Atene so najjužnejše glavno mesto evropske kopnine.
Dediščina klasičnih časov je v mestu še vedno prisotna s starodavnimi spomeniki in umetninami, na prvem mestu je Partenon, ključna priča zahodne civilizacije. V mestu je videti tudi spomenike iz rimskih in bizantinskih časov, pa tudi nekaj spomenikov iz otomanskih časov. Atene so mesto z dvema Unescovima spomenikoma, to sta Akropola in srednjeveški samostan Dafni. Značilnosti sodobnih časov po ustanovitvi neodvisne grške države v letu 1834 v današnji prestolnici so med drugim Grški parlament (19. stoletje) in Atenska trilogija, ki jo sestavljajo Državna knjižnica Grčije, Atenska univerza in Atenska akademija. Atene so bile gostitelj prvih sodobnih olimpijskih iger leta 1896, 108 let pozneje pa so ponovno gostile poletne olimpijske igre 2004. V Atenah je Narodni arheološki muzej, v katerem je mogoče občudovati največjo zbirko predmetov iz grške antike na svetu, in tudi Novi muzej 
Akropole.

## Izvor imena
V antični grščini so bile Atene množinski samostalnik Ἀθῆναι (Athēnai). V še starejši Homerjevi grščini je bilo ime najprej v ednini: Ἀθήνη (Athēnē), potem pa je dobilo množinsko obliko tako kot Θῆβαι (Thēbai) in Μυκῆναι (Μukēnai). Koren besede verjetno ni grškega, temveč indoevropskega izvora, morda sloni na predgrški zasnovi iz Atike, kot je to pri imenu boginje Atene, večno povezane z mestom (([atiško Ἀθηνᾶ Athēnā, jonsko Ἀθήνη Athēnē in dorsko Ἀθάνα Athānā). V srednjem veku so začeli znova uporabljati edninsko obliko Ἀθήνα, vendar je zaradi konservativnosti pisnega jezika Ἀθῆναι, to je množinska oblika, ostala uradno ime mesta do sedemdesetih let dvajsetega stoletja, ko je edninska oblika imena Ἀθήνα postala tudi uradna. V grščini mestu pravijo tudi "τὸ κλεινὸν ἄστυ", to je slavno mesto ali preprosteje "η πρωτεύουσα" (protevousa), 'prestolnica'.
Starodavni Atenčani so poznali mit o izvoru mestnega imena, ovekovečili so ga celo na zahodnem timpanonu Partenona. Boginja Atena in bog Pozejdon naj se ne bi vedno dobro razumela in sta se prepirala tudi o tem, kdo bo boter mesta. Ker se nista mogla dogovoriti, sta odločitev prepustila Kekropsu (tedanjemu kralju). Kralj se je iz mučnega položaja izvlekel tako, da je odločitev preložil na ljudstvo, ki pa je mislilo praktično in si je od bogov zaželelo darilo:  ustanovitelj oziroma zaščitnik mesta naj postane tisti, ki bo mestu dal boljše darilo. Pozejdon je na akropoli udaril s trizobom po skali in iz nje je pritekla slana voda kot znak pomembnosti morja za mesto in njegove meščane. Atena pa je mestu darovala oljko kot znak svetlobe in luči, pa tudi posredno trgovanja (trgovanje z oljem). Ljudstvo se je odločilo za Ateno in ji kot zaščitnici mesta (Atene πολιάς) v čast zgradilo tempelj Erehtej.

## Zgodovina
Najstarejša znana človeška prisotnost v Atenah je bila odkrita v jami skrilavca, datirana med 11. in 7. tisočletjem pred našim štetjem. Atene so neprekinjeno naseljene vsaj 7000 let. Do leta 1400 pred našim štetjem je naselje postalo pomembno središče mikenske civilizacije in Akropola velika mikenska trdnjava, katere ostanki so verjetno deli značilnega kiklopskega zidu.  V primerjavi z drugimi mikenskimi središči, kot sta Mikene in Pilos, ni znano, ali so bile Atene uničene okrog leta 1200 pred našim štetjem, to je dogodek, ki ga pogosto pripisujejo vpadu Dorcev, a Atenci vedno trdijo, da so bili "čisti" Jonci brez dorskih elementov. Tudi  Atene so tako kot mnoge druge bronastodobne naselbine začele propadati približno 150 let pozneje.
Grobovi iz železne dobe v Keramejku in drugod so pogosto bogati z najdbami, kar dokazuje, da so bile od 900 let pred našim štetjem dalje Atene eno vodilnih središč trgovine in blaginje v regiji.  K vodilnemu položaju Aten so verjetno pripomogli tudi osrednja lega v grškem svetu, njena varna trdnjava na Akropoli in dostop do morja, kar je bila naravno prednost pred celinskimi tekmeci, kot so bile Tebe in Šparta.
V 6. stoletju pred našim štetjem so se razširili socialni nemiri, posledica so bile Solonove reforme. To je morda leta 508 pred našim štetjem utrlo pot Klejstenovi uvedbi demokracije. Atene so v tem času postale pomembna pomorska sila z veliko floto. Pomagale so pri uporu jonskih mest proti perzijskemu vladarju. V grško-perzijskih vojnah so Atene skupaj s Šparto vodile koalicijo grških držav, ki so sčasoma odbile Perzijce in jih premagale v bitki na Maratonskem polju 490 pred našim štetjem ter ključni bitki pri Salamini 480 pred našim štetjem. Toda to ni preprečilo, da Perzijci ne bi zajeli Aten in jih dvakrat uničili v enem letu po odporu v bitki pri Termopilah s Špartanci in drugimi Grki pod vodstvom kralja Leonidasa, potem ko sta Beocija in Atika padli pod Perzijci.
Naslednja desetletja so postala znana kot zlata doba atenske demokracije. V tem času so Atene postale vodilno mesto antične Grčije, s svojimi kulturnimi dosežki so Atene položile temelje zahodni civilizaciji. V tem času so v dramatiki prevladovali Ajshil, Sofokles in Evripid, zgodovinarja Herodot in Tukidid, zdravnik Hipokrat in filozof Sokrat. Atene je vodil Periklej, ki je spodbujal umetnost in pospešil demokracijo ter začel velikopotezen program gradenj stavb na Akropoli (vključno s Partenonom). Imperij je krepil z Atiško-delsko pomorsko zvezo. Prvotno naj bi kot združenje grških mestnih državic nadaljevala boj proti Perzijcem, a se je zveza kmalu spremenila v vlečni voz imperialnih želja Aten. Nastale napetosti so povzročile peloponeške vojne (431-404 pr. n. št.), v katerih je Atene premagala Šparta.
Sredi 4. stoletja pred našim štetjem je postalo severno grško kraljestvo Makedonija prevladujoče pri atenskih zadevah. Leta 338 pred našim štetjem je vojska Filipa II. premagala zavezništvo nekaterih grških mestnih državic, vključno Atene in Tebe v bitki pri Hajroneji, s čimer se dejansko konča atenska neodvisnost. Pozneje so pod Rimom Atene dobile status svobodnega mesta zaradi svojih zelo občudovanih šol. Rimski cesar Hadrijan je v 2. stoletju našega štetja zgradil knjižnico, telovadnico, akvadukt, ki se še vedno uporablja, nekaj templjev in svetišč, most in financiral dokončanje templja olimpskega Zevsa.
Do konca pozne antike je mesto slabelo, v drugi polovici srednjega bizantinskega obdobja v 9. do 10. stoletja našega štetja si je spet opomoglo in je bilo v času križarskih vojn sorazmerno uspešno zaradi trgovanja z Italijani. Po četrti križarski vojni  je bila ustanovljena Atenska vojvodina. Leta 1458 je mesto osvojilo Osmansko cesarstvo in začelo se je dolgo obdobje upadanja.
Po grški vojni za neodvisnost in vzpostavitvi grškega kraljestva so bile leta 1834 Atene izbrane za glavno mesto nove neodvisne grške države, predvsem zaradi zgodovinskih in sentimentalnih razlogov. Takrat je bilo mesto majhno, zgrajeno okoli vznožja Akropole. Prvi kralj Grčije, Otto I. Bavarski, je naročil arhitektoma Stamatiosu Kleanthisu in Eduardu Schaubertu, naj oblikujeta sodoben mestni načrt, primeren za glavno mesto države.
Prvi sodoben načrt mesta je sestavljal trikotnik, ki je bil določen z Akropolo, antičnim pokopališčem Keramejk in novo palačo bavarskega kralja (v kateri je zdaj grški parlament), tako da je poudaril povezavo med sodobnimi in antičnimi Atenami. Neoklasicizem, mednarodni slog te dobe, je bil arhitekturni slog, s katerim so bavarski, francoski in grški arhitekti, kot so Hansen, Klenze, Boulanger ali Kaftantzoglou, zasnovali prve pomembne javne zgradbe novega glavnega mesta. Leta 1896 so Atene gostile prve sodobne olimpijske igre. V dvajsetih so številni grški begunci, izgnani iz Male Azije po grško-turški vojni (1919-1922), povečali število prebivalcev Aten. Zlasti po drugi svetovni vojni ter od leta 1950 do 1960 je prebivalstvo mesta silovito naraslo in Atene so doživele postopno širitev.
Leta 1980 je bilo mesto očitno preobremenjeno zaradi smoga iz tovarn in vedno večjega števila avtomobilov, pa tudi pomanjkanja ustreznega prostora, kar je postalo največji izziv mesta. Mestni organi so leta 1990 sprejeli vrsto ukrepov proti onesnaževanju, precej so izboljšali infrastrukturo (vključno z avtocesto Atiki ODOS, širitvijo podzemne železnice v Atenah in novim mednarodnim letališčem), kar je precej ublažilo onesnaževanje in preoblikovalo Atene v veliko bolj funkcionalno mesto. Leta 2004 so v Atenah gostili poletne olimpijske igre leta 2004.

## Geografija

### Geologija
Atene ležijo v osrednji ravnini Atike, ki je pogosto imenovana Atenska ali Atiška kotlina (grško: Λεκανοπέδιο Αττικής). Porečje je omejeno s štirimi velikimi gorami: Egaleo na zahodu, Parnita na severu, Penteli na severovzhodu in Himet na vzhodu. Poleg gore Egaleo je Triazijska nižina, ki je podaljšek osrednjega višavja na zahodu. Saronski zaliv leži na jugozahodu. Gora Parnita je najvišja (1.413 m) in je bila razglašena za narodni park.
Atene so zgrajene okoli številnih gričev. Likabet, eden najvišjih v mestu, ponuja pogled na celotno Atiško kotlino. Geomorfologija Aten je ena najzapletenejših na svetu, saj njene gore povzročajo temperaturno inverzijo, ki je skupaj s težavami grške vlade pri nadzoru industrijskega onesnaževanja, odgovorna za onesnaženost zraka v mestu. [25 ] To vprašanje ni pereče le v Atenah; na primer Los Angeles in Ciudad de Mexico prav tako trpita zaradi podobnih težav inverzije zaradi geomorfologije.
Reke Kefiz, Ilis in potok Eridan so zgodovinske reke Aten.

### Podnebje
Atene imajo subtropsko sredozemsko podnebje (KÖPPEN CSA) in prejmejo ravno dovolj padavin, da se izognejo razvrstitvi BSH (polsušno podnebje) po KÖPPNU. Prevladujoča značilnost atenskega podnebja je menjavanje podaljšanih vročih in suhih poletij in milih zim z zmerno količino padavin. [31] Povprečno 414,1 mm letnih padavin se pojavlja predvsem od oktobra do aprila. Julij in avgust sta najbolj suha meseca, ko so nevihte redko, le enkrat ali dvakrat mesečno. Zime so mile in deževne s povprečno januarsko temperaturo 8,9 °C. Snežne nevihte so redke, a se pojavijo. Snežne padavine so pogostejše v severnem predmestju mesta. 
Atene imajo rekord za najvišjo kdaj koli zapisano temperaturo v Evropi, 48 °C, ki je bila izmerjena v predmestju Elevzina in Tatoj v Atenah 10. julija 1977.

## Uprava
Atene so postale glavno mesto Grčije leta 1834, po Navplionu, ki je bil začasno glavno mesto od leta 1829. Atene so tudi glavno mesto mestne občine v regiji Atika. Atene se lahko nanašajo na občino Atene, na Velike Atene ali celotno Atensko metropolitansko območje.

### Regija Atika
Atensko metropolitansko območje obsega več kot 2929 km² in leži v regiji Atika (3808 km², ki je najbolj naseljena v Grčiji, ima 3.827.624 prebivalcev (leta 2011), a ena najmanjših po površini.
Regija Atika je razdeljena na osem območnih enot, od katerih so prve štiri širše območje Aten, štiri pa širše območje Pireja. Skupaj sestavljajo atensko urbano območje, ki zajema več kot 412 km². 
- Severne Atene (širše območje Aten, atensko urbano območje)
- Zahodne Atene (širše območje Aten, atensko urbano območje)
- Centralne Atene (širše območje Aten, atensko urbano območje)
- Južne Atene (širše območje Aten, atensko urbano območje)
- Pirej (širše območje Pireja, atensko urbano območje)
- Vzhodna Atika (atensko metropolitansko območje)
- Zahodna Atika (atensko metropolitansko območje)
- Atiški otoki

Do leta 2010 so prve štiri območne enote sestavljale ukinjeno prefekturo Aten (kar se danes razume kot širše območje Aten), ki je bila najbolj naseljena prefektura v Grčiji z 2.640.701 prebivalci (v letu 2011) na območju, velikem 361 km². 

### Mestna občina Atene
Mestna občina Atene ima 664.046 prebivalcev (v letu 2011) in obsega območje 39 km², ki je jedro atenskega urbanega območja v Atiški kotlini. Sedanji župan Aten je Giorgos Kaminis. Občina je razdeljena na sedem občinskih okrožij, ki se večinoma uporabljajo za upravne namene.
Za Atence je najbolj priljubljen način delitev mesta na soseske, kot so: Pagkrati, Ambelokipi, Eksarheja, Patisija, Ilisija, Petralona, Kukaki in Kipseli, vsaka s svojo različno zgodovino in značilnostmi.
Občina Atene je tudi jedro in središče širšega območja Aten, ki ga sestavljajo občina Atene in 34 drugih občin, ki so razdeljene v štiri regionalne enote (sever, zahod, center in južne Atene).
Občine širšega območja Aten skupaj z občinami širšega območja Pireja (regionalne enote Pireja) sestavljajo atensko urbano območje, medtem ko večje metropolitansko območje vključuje še več drugih predmestij, ki mesto obkrožajo.

## Panorama mesta

### Arhitektura
V Atenah so vsi arhitekturni slogi, od grško-rimskega in neoklasicističnega do modernega. Pogosto jih najdemo na istih območjih. Atene imajo raznovrstne arhitekturne sloge.
V večji polovici 19. stoletja je prevladoval neoklasicizem, a je bilo tudi nekaj odstopanj od njega kot eklekticizem, zlasti v začetku 20. stoletja. Tako je Helenski parlament prva pomembna javna stavba, ki je bila zgrajena med letoma 1836 in 1843. Pozneje, v srednjem in poznem 19. stoletju sta Theophil Freiherr von Hansen in Ernst Ziller sodelovala pri gradnji številnih neoklasicističnih stavb, kot so Atenska akademija in Zapion. Ziller je oblikoval tudi številne zasebne palače v središču Aten, ki so postopoma postale javne, običajno z donacijami, kot je Schliemanov Iliou Melathron.
V začetku leta 1920 je imela sodobna arhitektura, vključno Bauhaus in Art déco, vpliv na skoraj vse grške arhitekte. Javni in zasebni objekti so bili izdelani v skladu s temi slogi. Kraji z veliko takih stavb so Kolonaki in nekatera območja v središču mesta; soseske, razvite v tem obdobju, kot je Kipseli.
Leta 1950 in 1960, ko so se Atene širile in razvijale, so druga sodobna gibanja igrala pomembno vlogo. Središče Aten je bilo v glavnem obnovljeno, kar pomeni, da so porušili številne neoklasične zgradbe. Arhitekti tega obdobja so uporabljali material, kot so steklo, marmor in aluminij ter številne mešane sodobne in klasične elemente. Po drugi svetovni vojni so mednarodno znani arhitekti snovali in gradili v mestu (Walter Gropius s svojo zasnovo za Veleposlaništvo ZDA in med drugim Eero Saarinen z zasnovo za vzhodni terminal letališča Elinikon).
Pomembnejši grški arhitekti iz let 1930 do 1960 so Konstantinos Doxiadis, Dimitris Pikionis, Pericles A. Sakellarios, Aris Konstantinidis in drugi.

### Soseske mesta Atene
Mestna občina Atene, center mesta, je razdeljena na več okrožij: Omonoia, Sintagma, Eksarheia, Agios Nikolaos, Neapolis, Likavitos, Lofos Strefi, Lofos Finopulu, Lofos Filopapu, Pedion Areos, Metaksurgeio, Agios Kostantinos, postaja Larisa, Kerameikos, Psiri, Monastiraki, Gazi, Tisio, Kapnikarea, Agia Irini, Aerides, Anafiotika, Plaka, Akropolis, Pnika, Makrigianni, Lofos Arditu, Zapion, Agios Spiridon, Pangration, Kolonaki, Deksameni, Evagelismos, Guva, Agios Ioanis, Neos Kosmos, Kukaki, Kinosargus, Fiks, Ano Petralona, Kato Petralona, Ruf, Votanikos, Profitis Danil, Akademia Platonos, Kolonos, Kolokintu, trg Atikis, Lofos Skuze, Sepolia, Kipseli, Agios Meletios, Nea Kipseli, Gizi, Poligono, Ampelokipoi, Panormu-Gerokomeio, Pentagono, Elinoroson, Nea Filotei, Ano Kipseli, Turkovunia-Lofos Patatsu, Lofos Elikonos, povezuje Koliatsu, Timarakia, Kato Patisia, Treis Gefires, Agios Elefterios, Ano Patisia, Kipriadu, Prompona, Agios Panteleimonas, Pangrati, Gudi in Ilisia.

### Urbane in suburbane občine
Atensko metropolitansko območje sestavlja 58 gosto naseljenih občin. Za Atence so vse občine okoli mestnega središča imenovane predmestje. Glede na njihovo geografsko lego v odnosu do mesta Aten so predmestja razdeljena na štiri cone; severno predmestje (vključno Agios Stefanos, Dioniz, Ekali, Nea Eritraia, Kifisio, Marusi, Pefki, Likovrisi, Metamorfosi, Nea Ionia, Nea Filadelfeia, Irakleo, Vrilisia, Melisia, Penteli, Halandrija, Agia Paraskevi, Galatsi, Psihiko in Filotei); južno predmestje (vključno Alimos, Nea Smirni, Moshato, Kalitea, Agios Dimitrios, Palaio Faliro, Eliniko, Glifada, Argirupoli, Iliupolija, Vula in Vuliagmeni); vzhodno predmestje (vključno Zografu, Dafni, Vironas, Kaisariani, Holargos in Papagu) in zahodno predmestje (vključno Peristeri, Ilion, Egaleo, Agia Varvara, Haidari, Petrupoli, Agioi Anargroi in Kamatero).
Atenska mestna obala, ki sega od velikega trgovskega pristanišča v Pireju do najjužnejšega predmestja Varkiza, je dolga približno 25 km in je povezana s središčem mesta s tramvajem. 
V severnem predmestju Marusi leži glavni olimpijski kompleks (znan tudi po svoji grški kratici OAKA). Območje je bilo obnovljeno v skladu s projektom španskega arhitekta  Santiaga Calatrave z jeklenimi loki, urejenimi vrtovi, fontanami, futurističnim steklom in prelomljeno modro stekleno streho, ki je bila dodana na glavni stadion. Drugi olimpijski kompleks, tik ob morju, na plaži Palaio Faliro, ima tudi sodobne stadione, trgovine in povišano ploščad. V načrtu je preoblikovanje starega atenskega letališča, imenovano Eliniko, v južnem predmestju v eno največjih urejenih parkov v Evropi, ki se imenuje Helenikon Metropolitan. 
Mnoga južna predmestja (kot Alimos, Palaio Faliro, Eliniko, Vula, Vuliagmeni in Varkiza) imajo številne peščene plaže, od katerih večino upravlja grška nacionalna turistična organizacija. Treba je plačati vstopnino. Igralnice imajo na gori Parnita, okoli 25 km  iz središča Aten  (dostopno z avtomobilom ali gondolo) in bližnjem mestu Lutraki (dostopen z avtomobilom po avtocesti Atene–Korint ali s primestno železnico Proastiakos).

### Parki in živalski vrt
Narodni park Parnita je prepreden z dobro označenimi potmi, soteskami, izviri, hudourniki in jamami. Pohodništvo in gorsko kolesarjenje v vseh štirih gorah sta priljubljeni dejavnosti na prostem za prebivalce mesta. Narodni vrt Aten je bil končan leta 1840 in je zeleno zatočišče, veliko 15,5 hektarja v središču grške prestolnice. Ponuja ravnotežje med stavbo Parlamenta in Zappeionom, slednji ohranja svoj vrt, velik 7 hektarjev.
Deli mestnega središča so bili obnovljeni v okviru masterplana imenovanega Unification of Archeological Sites of Athens  (Poenotenje arheoloških najdišč v Atenah), za katerega je dala sredstva tudi EU.  Znamenita ulica Dionizija Areopagite je namenjena pešcem in je del turistične  poti. Pot se začne pri templju olimpskega Zevsa na aveniji Vasilisis Olgas, nadaljuje se po južnem pobočju Akropole v bližini Plake in konča tik nad Hefajstovim templjem v Tisiu. Pot obiskovalcem ponuja pogled na Partenon in Agoro (stičišče starodavnih Atencev) in je speljana daleč proč od mestnega hrupa mesta.
Atenski hribi so tudi zelene površine. Likabet, Filopap in območje okoli njih, vključno hriba Pniks in Ardet, so zasadili z borovci in drugimi drevesi, da nastaja majhen gozd namesto tipičnih metropolitanskih parkov. Prav tako je Pedion tu Ares (Marsovo polje) veliko 27,7 hektarja v bližini Narodnega arheološkega muzeja.
Največji atenski živalski vrt je Atiški zoološki vrt, 20 hektarjev velik zasebni živalski vrt v predmestju Spata. Živalski vrt ima okoli 2000 živali, 400 vrst in je odprt vse leto. So še drugi manjši živalski vrtovi v javnih vrtovih ali parkih.

## Kultura in turizem

### Arheološko središče
Mesto je svetovno središče arheoloških raziskav. Poleg državnih ustanov, kot so Univerza v Atenah, Arheološko društvo, več arheoloških muzejev, vključno Narodni arheološki muzej, Kikladski muzej, Epigrafski muzej, Bizantinski muzej, muzeji na antični Agori, Akropoli, Keramejku in Keramejkov arheološki muzej. Mesto je tudi dom Demokritovega laboratorija za arheometrijo poleg regionalnih in nacionalnih arheoloških organov, ki so del Ministrstva za kulturo.
V Atenah je 17 tujih arheoloških inštitutov, ki spodbujajo in olajšujejo raziskave znanstvenikov iz njihovih matičnih držav. Atene imajo več arheoloških knjižnic in tri specializirane arheološke laboratorije, ki so vsako leto prizorišče več sto strokovnih predavanj, konferenc in seminarjev, kakor tudi več deset arheoloških razstav. V vsakem trenutku je v mestu stotine mednarodnih znanstvenikov in raziskovalcev za vsa področja arheologije.

### Muzeji
Najpomembnejši muzeji v Atenah so:
- Narodni arheološki muzej, največji arheološki muzej v državi in eden najpomembnejših na mednarodni ravni, saj hranijo veliko zbirko starin; njegovi artefakti pokrivajo obdobje več kot 5000 let, od poznega neolitika do rimske Grčije;
- Benakijev muzej ima različne zbirke, vključno z antično, bizantinsko, otomansko in kitajsko umetnostjo; nahaja se v neoklasicistični vili družine Benakis;
- Bizantinski in krščanski muzej je eden najpomembnejših muzejev bizantinske umetnosti;
- Numizmatični muzej ima veliko zbirko starih in modernih kovancev;
- Muzej kikladske umetnosti ima obsežno zbirko, vključno z znamenitimi figuricami boginj iz belega marmorja;
- Novi muzej Akropole, odprt leta 2009, nadomešča starega. Postal je zelo priljubljen;
- številni manjši in zasebni muzeji grške kulture in umetnosti;
- Arheološki muzej Keramejk prikazuje artefakte z grobišča v Keramejku. Velik del lončenine in drugih predmetov se nanaša na atenski odnos do smrti in posmrtno življenje različnih starosti;
- Judovski muzej Grčije, muzej, ki opisuje zgodovino in kulturo grške judovske skupnosti.

### Turizem
Atene so bile vedno cilj popotnikov od antike do danes. V zadnjem desetletju sta se mestna infrastruktura in udobje izboljšala, deloma zaradi uspešne ponudbe med olimpijskimi igrami leta 2004. Grška vlada, ki jo podpira EU, je financirala večje infrastrukturne projekte, kot so letališče Eleftherios Venizelos International Airport , širitev sistema atenskega metroja in nove avtoceste Atika Odos. 
Po mnenju European Best Destination so Atene leta 2015 veljale za tretje najboljše evropsko mesto za obisk. Glasovalo je več kot 240.000 ljudi.

### Znamenitosti
- Akropola je svetišče, posvečeno boginji Ateni, po kateri so Atene tudi dobile ime
- Atenska trilogija, skupina treh klasičnih javnih stavb na Panepistimiju: Univerza, Akademija in Narodna knjižnica
- Atenski parlament
- Zapion je klasična stavba, odprta leta 1888 na južnem robu središča Aten, ki jo je zasnoval Theophil Hansen in zgradil Ernst Ziller
- samostan Dafni

Druge znamenitosti:
- trg Sintagma
- trg Omonia
- Plaka
- Olimpijski stadion Panatinaikos

- Menjava straže Evzonov pred grškim parlamentom
- Narodni arheološki muzej v središču Aten
- Tempelj olimpskega Zevsa
- Portik s kariatidami v Erehteju
- Bizantinska cerkev svetih apostolov, naslednica Atalosove stoe
- Hefajstov tempelj je najbolje ohranjen starogrški tempelj
- Pogled na Odeon Heroda Atika
- Atenski planetarij

## Šport
Atene so bile dvakrat prizorišče modernih olimpijskih iger:
- Olimpijske igre Atene 1896
- Olimpijske igre Atene 2004

V Atenah so doma trije ugledni evropski klubi, znani v več športih: Olympiakos, Panathinaikos in AEK Atene. V nogometu je Olympiakos v vrhu domačega prvenstva, Panathinaikos je bil leta  1971 zmagovalec evropskega pokala, pa tudi AEK je vedno med vodilnimi. Ti trije veliki klubi imajo tudi močne ekipe v košarki. Panathinaikos je med velikani evropske košarke in je petkratni zmagovalec Evrolige, Olympiacos je bil šampion Evrolige leta 1997, AEK Atene pa je bilo sploh prvo grško moštvo, ki je zmagalo v enem od skupinskih športov. Drugi atenski klubi z bogato športno tradicijo so Panionios, Panelinios, Etnikos iz Pireja in Marusi. Prav tako so atenski klubi pomembni na domačih in mednarodnih tekmovanjih tudi v drugih športih.

## Izobraževanje
Na ulici Panepistimiu so star kampus Univerze v Atenah, Narodna knjižnica in Atenska akademija, ki skupaj sestavljajo "Atensko trilogijo", zgrajeno v sredini 19. stoletja. Zdaj imajo veliko večji, sodobni kampus v vzhodnem predmestju Zografu. Druge visokošolske ustanove v mestu so Politehnična šola na ulici Patision. To je kraj, kjer je bilo 17. novembra 1973 več kot 13 študentov ubitih in več sto ranjenih med vstajo  proti vojaški hunti, ki je vladala od 21. aprila 1967 do 23. julija 1974.
Je še 11 splošnih državnih visokošolskih ustanov (ali terciarnih) v metropolitanskem območju Aten. To so: Atenska šola za likovno umetnost (1837), Državna tehnična univerza (1837), Narodna in Kapodistrska univerza (1837), Kmetijska univerza (1920), Univerza za ekonomijo in poslovanje (1920), Panteon univerza za socialno in politično znanost (1927), Univerza v Pireju (1938), Tehnološki pedagoški inštitut v Pireju (1976 ), Tehnološki pedagoški inštitut v Atenah (1983), Univerza Harokopio (1990), Šola za pedagoško in tehnološko izobraževanje (2002). Obstaja tudi več drugih zasebnih šol  colleges, kot se uradno imenujejo, saj je ustanovitev zasebne univerze prepovedana z ustavo. Mnoge od njih akreditirajo tuje države ali univerze, kot sta American College in Atenski kampus Univerze v Indianapolisu.

## Okolje
Do poznih 1970-ih je onesnaženost v Atenah postala tako uničevalna, da je takratni grški minister za kulturo, Constantine Trypanis, dejal "... da so izrezljane podrobnosti na petih  kariatidah v Erehteju resno poškodovane, medtem ko je lice jezdeca na Partenonovi zahodni strani popolnoma zabrisano".  Sprejeta je bila vrsta ukrepov, ki je po letu 1990 povzročila izboljšanje kakovosti zraka, smog (ali nefos, kot rečejo Atenci) je postal manj pogost.
Kljub izboljšanju onesnaženost zraka še vedno ostaja vprašanje še posebej v vročih poletnih dneh. Konec junija 2007 je bilo v regiji Atika 
zelo veliko gozdnih požarov, eden je uničil velik del gozdnatega narodnega parka Parnita, ki je ključen za ohranjanje boljše kakovosti zraka v Atenah vse leto. 
Glavna prizadevanja za ravnanje z odpadki v zadnjem desetletju so izboljšala kakovost vode v Saronskem zalivu in obalnih vodah, ki so zdaj spet dostopne kopalcem. Januarja 2007 so imele Atene težave pri ravnanju z odpadki zaradi bližine odlagališča Ano Liosia v atenskem predmestju, ki je preseglo zmogljivost.  Smeti so začeli odvažati na začasno odlagališče.

## Promet
V Atenah imajo različna prevozna sredstva, to je največji javni prometni sistem v Grčiji. Atenski Mass Transit Sistem sestavljajo veliko avtobusov, trolejbusov, ki vozijo predvsem v centru Aten, mestni metro, primestne železnice in tramvajsko omrežje, ki povezuje južna predmestja s središčem mesta.

### Atenski metro
Atenski metro je bolj znan v Grčiji kot Metro Atiko (grško: Αττικό Mετρό) in zagotavlja javni prevoz po vsem atenskem mestnem območju. V njegovem območju so ohranjeni tudi artefakti, ki so jih odkrili med gradnjo sistema. Imajo več prog, ki so bile zgrajene v  1990-tih letih, prvi odseki so začeli delovati januarja 2000. Vse proge v celoti potekajo pod zemljo. 42 vlakov dnevno prepelje 550.000 potnikov. 

### Električna železnica (ISAP)
Družba ISAP (grško: ΗΣΑΠ) je Electric Railway Company, ki je že vrsto let glavni železniški prevoznik v mestu Atene. ISAP ima veliko nadzemnih odsekov. To je bila prvotna metro linija iz Pireja do Kifisia v dolžini 25,6 km. ISAP prepelje okoli 600.000 potnikov na dan. 

### Primestna železnica (Proastiakos)
Atenska primestna železnica "Proastiakós" povezuje Elefterios Venizelos International Airport z mestom Korint, 80 km zahodno od Aten, prek postaje Larisa, osrednje mestne železniške postaje in pristanišča Pirej. Storitev je včasih veljala za četrto progo podzemne železnice. Dolžina primestnega železniškega omrežja Aten se razteza na 120 km in se še širi. Proastiakos se bo razširil na Hilokastro zahodno od Aten in Halkidiko. 

### Tramvaj
Atenski Tram SA upravlja 35 vozil, imenovanih "Sirios". Dnevno prepelje 65.000 potnikov. Tramvajska mreža je dolga 27 km in zajema deset atenskih predmestij. Nadaljnje razširitve so načrtovane v smeri pristanišča Pirej v dolžini 5,4 km.

### Mednarodno letališče
Atensko mednarodno letališče (ATH) je v bližini mesta Spati na vzhodni ravnici Mesogia, okoli 35 km vzhodno od Aten. Letališče, ki je dobilo nagrado "evropsko letališče leta 2004", je vozlišče za letalski promet v jugovzhodni Evropi.
Leta 2014 je bilo na letališču 15.196.369 potnikov,  5.267.593 na notranjih letih, drugi na mednarodnih. 

### Železnica in trajekti
Atene so središče državnega železniškega sistema (OSE), ki povezuje glavno mesto z večjimi mesti po vsej Grčiji in v tujini (Carigrad, Sofija in Bukarešta). 
Pristanišče Pirej povezuje Atene s številnimi grškimi otoki v Egejskem morju s trajekti, hkrati pa je pristanišče za ladje za križarjenje.

### Ceste
Dve glavni avtocesti v Grčiji se začneta v Atenah, in sicer A1/E75, ki preči Atene v Pirej in iz njega, proti severu do drugega največjega mesta Grčije, Soluna, in A8 / E94, ki gre proti zahodu, proti Patrasu, kjer se priključi na GR-8a.
Atenska metropolitanska regija je prepredena z avtocestnim omrežjem Atiki Odos, cestninske avtoceste. Dolžina je 65 km in je največje metropolitansko avtocestno omrežje v vsej Grčiji.

## Mednarodni odnosi
Atene so pobratene z mnogimi svetovnimi mesti, poleg tega pa imajo partnerska razmerja še z nekaj drugimi mesti po svetu.

### Pobratena mesta
Atene so pobratene s temi mesti:
| - Amsterdam, Nizozemska - Athens, Georgia, Združene države Amerike - Ašgabat, Turkmenistan - Barcelona, Španija (1999) - Peking, Kitajska (2005) - Bejrut, Libanon - Betlehem, Palestina (1986) - Bogota, Kolumbija - Bukarešta, Romunija - Casablanca, Maroko - Chicago, Združene države Amerike (1997) - Cusco, Peru (1991) | - Damask, Sirija - Mednarodno letališče Domodedovo, Rusija - Famagusta, Ciper - Istanbul, Turčija - Ljubljana, Slovenija - Los Angeles, Združene države Amerike (1984) - Kijev, Ukrajina - Madrid, Španija - Mavratzi, Grčija - Mexico City, Mehika - Moskva, Rusija - Neapelj, Italija | - Nikozija, Ciper (1988) - Rabat, Maroko - Reggio di Calabria, Italija - Rio de Janeiro, Brazilija - Santiago, Čile - Sarajevo, Bosna in Hercegovina - Seul, Južna Koreja (2006) - Sofija, Bolgarija - Sirakuze, Italija - Tirana, Albanija - Washington, D.C., Združene države Amerike (2000) - Erevan, Armenija (1993) |

### Partnerska mesta
| - Beograd, Srbija (1966) - Pariz, Francija (2000) - Santiago de Cali, Kolumbija |

## Drugi kraji, poimenovani po Atenah
Združene države Amerike
| - Athens, Alabama (preb. 24.234) - Athens, Arkansas - Athens, Kalifornija - West Athens, Kalifornija (preb. 9101) - Athens, Georgia (preb. 114.983) - Athens, Illinois (preb. 1726) - New Athens, Illinois (preb. 2620) - New Athens Township, St. Clair County, Illinois (preb. 2620) - Athens, Indiana - Athens, Kentucky - Athens, Louisiana (preb. 262) - Athens Township, Jewell County, Kansas (preb. 74) - Athens, Maine (preb. 847) - Athens, Michigan (preb. 1111) - Athens Township, Michigan (preb. 2571) - Athens, Minnesota - Athens Township, Minnesota (preb. 2322) | - Athens, Mississippi - Athens (mesto), New York (preb. 3991) - Athens (vas), New York (preb. 1695) - Athens, Ohio (preb. 21.909) - Athens County, Ohio (preb. 62.223) - Athens Township, Athens County, Ohio (preb. 27.714) - Athens Township, Harrison County, Ohio (preb. 520) - New Athens, Ohio (preb. 342) - Athena, Oregon (preb. 1270) - Athens, Pennsylvania (preb. 3415) - Athens Township, Bradford County, Pennsylvania (preb. 5058) - Athens Township, Crawford County, Pennsylvania (preb. 775) - Athens, Tennessee (preb. 13.220) - Athens, Texas (preb. 11.297) - Athens, Vermont (preb. 340) - Athens, West Virginia (preb. 1102) - Athens, Wisconsin (preb. 1095) |

| Kanada - Athens Township, Ontario (preb. 3086) Kostarika - Atenas (preb. 7716) - Atenas (kanton) (preb. 23.743) Nemčija - Athenstedt, Saška - Anhalt] (preb. 431) | Honduras - Atenas De San Cristóbal, Atlántida Italija - Atena Lucana, Provica Salerno, Kampanija (preb. 2344) Ukrajina - Afini (Zoria – Зоря), Doneck (preb. 200) |